# Hans Korte
Hans Ernst Korte (8 de abril de 1929 - 25 de septiembre de 2016) fue un actor teatral, radiofónico, cinematográfico, televisivo y de voz de nacionalidad alemana.

## Biografía
Su nombre completo era Hans Ernst Korte, y nació en Bochum, Alemania. Hans Korte estudió música desde 1947 a 1949 Musik y tocó varios instrumentos. Además de su carrera de actor, Korte trabajó también como director de ópera. Colaboró con diferentes teatros, y ganó fama por sus papeles cinematográficos y televisivos, como el del oficial retirado Max Reuther, junto a Will Quadflieg y Mario Adorf en la miniserie dirigida por Dieter Wedel Der große Bellheim (1992), así como el del padrino en otra producción televisiva de Wedel, Der König von St. Pauli (1997). En esta última actuó porque Günter Strack había enfermado y Mario Adorf no se encontraba disponible. Otro de sus papeles televisivos destacados fue el de August Meyerbeer en la serie de ZDF Samt und Seide (1999–2004). Korte trabajó en muchas más series y telefilmes, siendo algunos de dichos shows Katrin ist die Beste (1997), Mit Leib und Seele (1989/1992) y Lorentz und Söhne.
Korte actuó en teatros de Augsburgo, Bochum, Dortmund, Gelsenkirchen, Kassel, Fráncfort del Meno y Múnich. Entre 1965 y 1979 fue miembro permanente del Teatro de Cámara de Múnich, y en el Bayerisches Staatsschauspiel de Múnich actuó en las obras de Carl Sternheim Bürger Schippel y Die Hose. Fue Mefistófeles en Fausto, el juez Adán en El cántaro roto, Galy Gay en la obra de Bertolt Brecht Mann ist Mann, Shlink en Im Dickicht der Städte (también de Brecht), Peachum en La ópera de los tres centavos y Edgar en la pieza de Friedrich Dürrenmatt Play Strindberg.
En sus últimos años Hans Korte fue también conocido por su trabajo recitando audiolibros. Entre otros, en agosto de 2006 publicó el audiolibro de la novela de Patrick Süskind El perfume. Korte fue también actor de voz, doblando a intérpretes como Claude Rains (Mr. Smith Goes to Washington) y Keith Michell en la miniserie Wind und Sterne.
Hans Korte vivió en Múnich y estudo casado con la actriz Barbara Rath. Tuvo un primer matrimonio con otra actriz, Karin Eickelbaum. El titiritero Thomas Korte es su hijo.
Korte falleció en Múnich en 2016, a los 87 años de edad. Fue enterrado en el Cementerio Friedhof Riem de Múnich.

## Filmografía (selección)
- 1963 : Die Spieler (TV)
- 1963 : Turandot (TV)
- 1964 : König Richard III (TV)
- 1965 : Die Sakramentskarosse (TV)
- 1965 : Intermezzo (TV)
- 1965 : Schuldig (TV)
- 1966 : Stilübungen (TV)
- 1966 : Die rote Rosa (TV)
- 1966 : Das Schwitzbad (TV)
- 1966 : Der Oberkellner (TV)
- 1966 :  Die Unverbesserlichen  (Fernsehserie, Folge 1x02)
- 1966 : Abschied von gestern
- 1967 : Frank der Fünfte
- 1967 : Das Attentat – L. D. Trotzki (TV)
- 1967 : Mike Blaubart (TV)
- 1967 : Der Röhm-Putsch (TV)
- 1967 : Die fünfte Kolonne (serie TV, episodio 5x02)
- 1968 : Die aufrichtige Lügnerin (TV)
- 1968 : Im Dickicht der Städte (TV)
- 1969 : Fragestunde (TV)
- 1969 : Elfer Gespräche (TV)
- 1969 : Hotel de Commerce (TV)
- 1969 : Palace Hotel (TV)
- 1969 : Spaßmacher (TV)
- 1970 : Besuch gegen 10 (TV)
- 1970 : Die Weibchen
- 1970 : Nachbarn sind zum Ärgern da
- 1970, 1973 : Dem Täter auf der Spur (serie TV, episodios 1x07 y 1x17)
- 1971 : Augenzeugen müssen blind sein (TV)
- 1971 : König Johann (TV)
- 1971 : Der Kapitän
- 1971 : Der Kommissar (serie TV, episodio 3x13)
- 1972 : Einmal im Leben – Geschichte eines Eigenheims (serie TV)
- 1972 : Betragen ungenügend!
- 1972 : Mensch ärgere dich nicht
- 1972 : Der Andersonville-Prozess (TV)
- 1972 : Gestern gelesen  (serie TV)
- 1973 : Blitzlicht (TV)
- 1973 : Sonderdezernat K1 (serie TV, episodio 1x06)
- 1975 : Die Insel der Krebse (TV)
- 1976 : Jeder stirbt für sich allein
- 1976 : Omaruru (serie TV)
- 1976–1993 : Derrick (serie TV, 7 episodios)
- 1976 : Entführung (TV)
- 1976 : Ein Klotz am Bein (TV)
- 1977 : Liebesbriefe auf blauem Papier (TV)
- 1977 : Aus einem deutschen Leben
- 1982 : Doktor Faustus
- 1983 : Der Eimer und die Mona Lisa (TV)
- 1985 : Der Vater eines Mörders (TV)
- 1986 : Kir Royal (serie TV, episodio 1x04)
- 1986 : Ein Heim für Tiere (serie TV, episodio 2x03)
- 1986 : Christian Rother – Bankier für Preußen (serie TV)
- 1986 : Videopoly
- 1987 : SOKO 5113 (serie TV, episodios 6x12 y 6x13)
- 1987–1992 : Mit Leib und Seele (serie TV, 10 episodios)
- 1988 : Tatort (serie TV, episodio Tödlicher Treff
- 1989 : Das Spinnennetz
- 1989 : Das Prachtexemplar (TV)
- 1990 : Alles im Griff (TV)
- 1991 : Keep on Running
- 1991 : Ende der Unschuld (TV)
- 1992 : Haus am See (serie TV)
- 1993 : Der große Bellheim (miniserie)
- 1994–1995 : Lutz & Hardy (serie TV, 17 episodios)
- 1996 : Schlosshotel Orth (serie TV, episodio 1x01)
- 1997 : Katrin ist die Beste (serie TV, 11 episodios)
- 1998 : Der König von St. Pauli (serie TV, 6 episodios)
- 1998 : Rosamunde Pilcher (serie TV, episodio Rückkehr ins Paradies)
- 1998 : Cold War (TV)
- 2000 : Brennendes Schweigen (TV)
- 2002–2005 : Samt und Seide (serie TV, 56 episodios)
- 2003 : Leben wäre schön (TV)
- 2004 : München 7 (serie TV, episodio 1x08)
- 2006 : Arme Millionäre (serie TV, episodio 2x03)
- 2006 : Der Elefant – Mord verjährt nie (serie TV, episodio Der lange Weg zurück)

## Radio (selección)
Oberst a. D. Albrecht en tres de las cuatro emisiones de Westdeutscher Rundfunk Köln-Krimi-Produktionen sobre Das Triumvirat, de Gisbert Haefs:
- 1984 : Das Triumvirat (dirección de Heinz Dieter Köhler)
- 1985 : Das Triumvirat denkt (dirección de Heinz Dieter Köhler)
- 1996 : Das Triumvirat spinnt (dirección de Klaus-Dieter Pittrich)

Otras producciones:
- 1954 : El inspector general (dirección de Ulrich Lauterbach)
- 1956 : Prozeß Jesu (dirección de Ulrich Lauterbach)
- 1959 : Ivar Kreuger (dirección de Ulrich Lauterbach)
- 1960 : Simson Silverman (dirección de Ulrich Lauterbach)
- 1961 : Korczak und die Kinder (dirección de Ulrich Lauterbach)
- 1962 : Das Schlangennest (dirección de Walter Knaus)
- 1962 : Die Dame in der schwarzen Robe (dirección de Fränze Roloff)
- 1962 : Leben und Taten des scharfsinnigen Edlen Don Quijote von La Mancha (dirección de Ulrich Lauterbach)
- 1962 : Die Reiherjäger (dirección de Friedhelm Ortmann)
- 1963 : Reineke Fuchs (dirección de Wolfgang Liebeneiner)
- 1963 : Leben Eduards II. von England (dirección de Winfried Zillig)
- 1963 : Alarm (dirección de Wolfgang Spier)
- 1963 : Kurzschluß (dirección de Ulrich Lauterbach)
- 1965 : Die Buddenbrooks (dirección de Wolfgang Liebeneiner)
- 1965 : Als Mr. Wallace nach Hause kam (dirección de Heio Müller)
- 1965 : Guerra y paz (dirección de Gert Westphal)
- 1966 : Philoktet (dirección de Fritz Schröder-Jahn)
- 1966 : Moritat von einem, der rausflog, das Leben zu lernen (dirección de Walter Ohm)
- 1967 : Weiße Westen (dirección de Edward Rothe)
- 1968 : Fünf rote Flecken (dirección de Volker Kühn)
- 1968 : Besichtigung eines Ausweichziels (dirección de Hermann Wenninger)
- 1968 : Geschenk mit Widerhaken (dirección de Walter Ohm)
- 1968 : Dialog am Vorabend einer Gerichtsverhandlung (dirección de Walter Ohm)
- 1968 : Dunkles Ereignis (dirección de Heinz Wilhelm Schwarz)
- 1968 : Der schwarze Man (dirección de Heinz Wilhelm Schwarz)
- 1968 : Joel Brand (dirección de Walter Ohm)
- 1969 : Regina B. – ein Tag aus ihrem Leben (dirección de Walter Ohm)
- 1969 : Soldaten – Nekrolog auf Genf (dirección de Peter Schulze-Rohr)
- 1969 : Mond hin und zurück (dirección de Heinz-Günter Stamm)
- 1970 : Die Letzten (dirección de Oswald Döpke)
- 1970 : Das Netz (dirección de Otto Kurth)
- 1970 : Göttin Welt (dirección de Bohdan Denk)
- 1971 : Die Zauberlehrlinge (dirección de Hellmuth Kirchammer)
- 1971 : Ein besserer Herr (dirección de Heinz-Günter Stamm)
- 1971 : Weißbuch (dirección de Walter Ohm)
- 1971 : Weichgesichter (dirección de Manfred Marchfelder)
- 1971 : Eine schöne Bescherung (dirección de Klaus Mehrländer)
- 1971 : Ich bin ein Krimineller (dirección de Heinz-Günter Stamm)
- 1971 : Ein Inspektor kommt (dirección de Walter Ohm)
- 1971 : Die Nacht vor Weihnachten (dirección de Walter Ohm)
- 1972 : Nora oder ein Puppenheim (dirección de Heinz-Günter Stamm)
- 1973 : Tour de Force (dirección de Dieter Carls)
- 1973 : Mylord, der Blechnapf sind serviert (dirección de Otto Düben)
- 1973 : Ein Trompeter kommt (dirección de Otto Düben)
- 1973 : Armer Mörder (dirección de Heinz-Günter Stamm)
- 1973 : Der Gasmann (dirección de Heinz-Günter Stamm)
- 1973 : Die Reise zum Futa-Pass (dirección de Otto Düben)
- 1973 : Melusine (dirección de Hermann Wenninger)
- 1973 : Die Sardinendose (dirección de Hans Gerd Krogmann)
- 1973 : Der Prozeß Crispin (dirección de Günther Sauer)
- 1973 : Das Schloß (dirección de Otto Düben)
- 1974 : Kidnapping (dirección de Heinz-Günter Stamm)
- 1974 : Wie Kaiser Wilhelm mit Kara Ben Nemsi auszog, das Fürchten zu lernen (dirección de Heinz Wilhelm Schwarz)
- 1974 : Lebendig gestalteter Unterricht mit Toten (dirección de Peter Michel Ladiges)
- 1974 : Tod eines Endverbrauchers oder Wie finde ich denn das? (dirección de Hein Bruehl)
- 1974 : Ich bin anständig, weil ihr sagt, daß ich anständig bin (dirección de Otto Düben)
- 1974 : Lesefrüchte (dirección de Heinz-Günter Stamm)
- 1974 : Petra (dirección de Heinz Dieter Köhler)
- 1974 : Fein gegen Fein (dirección de Heinz-Günter Stamm)
- 1975 : Vor allem Queenie, aber auch Sam, Fred Bates und andere (dirección de Otto Düben)
- 1975 : Arthur Crook auf Umwegen (Night Encounter, dirección de Edward Rothe)
- 1975 : Nachrichtensperre (dirección de Hans Gerd Krogmann)
- 1975 : In 5000 Jahren (dirección de Werner Klein)
- 1975 : Die Propan-Bakterien (dirección de Dieter Carls)
- 1975 : Die Reparatur (dirección de Hans Gerd Krogmann)
- 1975 : Brand im Souterrain (dirección de Walter Ohm)
- 1975 : Das Wunder von Jabneel (dirección de Heinz Wilhelm Schwarz)
- 1975 : Herbstmanöver (dirección de Günther Sauer)
- 1975 : Centropolis (dirección de Walter Adler)
- 1976 : Sonntagsfahrt (dirección de Heinz Dieter Köhler)
- 1976 : Pedro Paramo (dirección de Otto Düben)
- 1977 : Neuhauser Sommernachtstraum (dirección de Ulrich Lauterbach)
- 1978 : Die neue Gesellschaft (dirección de Otto Düben)
- 1978 : Frühstücksgespräche in Miami (dirección de Walter Adler)
- 1978 : Programmvorschau (dirección de Günther Sauer)
- 1978 : Die Reklamation (dirección de Otto Düben)
- 1979 : Psychogramm eines Misserfolges (dirección de Günther Sauer)
- 1979 : Der Trauschein (dirección de Otto Düben)
- 1980 : Der Mann aus Granada (dirección de Otto Düben)
- 1981 : Ein seltsames Testament (dirección de Otto Düben)
- 1981 : Der Vorspann eines Filmes (dirección de Ulf Becker)
- 1981 : Erstmal abwarten (dirección de Heinz Dieter Köhler)
- 1982 : Vermißtt – Horst Schradiek, 65 … (dirección de Annette Kurth)
- 1982 : Per Anhalter ins All (dirección de Ernst Wendt)
- 1982 : Pech mit Porzellan (dirección de Otto Düben)
- 1983 : Tulpen aus Amsterdam (dirección de Klaus Mehrländer)
- 1983 : Mord ist ein Kinderspiel (dirección de Oswald Döpke)
- 1983 : Der Condor oder Das Weib erträgt den Himmel nicht (dirección de Otto Düben)
- 1984 : Falsch Zeugnis (dirección de Klaus-Diter Pittrich)
- 1984 : Epilog 1943 (dirección de Heinz Dieter Köhler)
- 1984 : Rebeccas Töchter (dirección de Otto Düben)
- 1985 : Das griechische Feuer (dirección de Friedhelm Ortmann)
- 1985 : Die Schauspieler (dirección de Heinz Dieter Köhler)
- 1985 : Filumena Marturano (dirección de Lilian Westphal)
- 1985 : Doktor Faustus – Elektrisiert (dirección de Friedhelm Ortmann)
- 1985 : Der Teich (dirección de Klaus Mehrländer)
- 1985 : Das Selbstschutzpaket (dirección de Oswald Döpke)
- 1985 : Die letzten Mohikaner (dirección de Oswald Döpke)
- 1986 : Maria und Metodius (dirección de Heinz Dieter Köhler)
- 1986 : Fisch zu viert (dirección de Horst Sachtleben)
- 1987 : Der Fischer und der Dämon (dirección de Werner Simon)
- 1988 : Der Rote Kardinal (dirección de Otto Düben)
- 1988 : Die vier Beine des Tisches (dirección de Friedhelm Ortmann)
- 1988 : Geschichte des Abfalls der vereinigten Niederlande von der spanischen Regierung (dirección de Friedhelm Ortmann)
- 1989 : Entziehungskur für einen Ohrwurm (dirección de Heinz Dieter Köhler)
- 1989 : Heiraten ist immer ein Risiko (dirección de Lilian Westphal)
- 1989 : Eine Hornisse im Ohr (dirección de Heinz Dieter Köhler)
- 1989 : Der Dunst über der Stadt (dirección de Klaus Mehrländer)
- 1989 : Sanierung (dirección de Heinz Dieter Köhler)
- 1989 : Ballons
- 1989 : Der Gimpel (dirección de Heinz Wilhelm Schwarz)
- 1990 : Jakobe (dirección de Heinz Dieter Köhler)
- 1990 : Sonnabend im heißen Zirkus (dirección de Heinz Hostnig)
- 1990 : Zum Tee bei Dr. Borsig (dirección de Ulrich Gerhardt)
- 1990 : Der unkluge Gutsherr und der undumme Kutscher (dirección de Werner Simon)
- 1990 : Der Stern der Ungeborenen (dirección de Heinz Dieter Köhler)
- 1995 : Der Anbieter
- 1998 : Auf den Abendengel warten (dirección de Otto Düben)
- 1999 : Die Herren, die Knechte und das Geld: Let’s make Money (dirección de Klaus-Dieter Pittrich)

## Actor de voz
Korte fue actor de doblaje, prestando su voz a diferentes actores, entre ellos Richard Attenborough, Michel Bouquet, Tim Brooke-Taylor, Vittorio Caprioli, Charles Durning, Patrick Godfrey, Bob Hoskins, Zero Mostel, Woodrow Parfrey, Michel Piccoli, Claude Rains, John Rhys-Davies, Michel Simon, Daniele Vargas y Timothy West.

## Audiolibros
- Alfred Andersch: Der Vater eines Mörders und andere Geschichten. Leído por Alfred Andersch, Werner Kreindl, Hans Korte y Peter Lieck (HörEdition der Weltliteratur), Grosser & Stein, Hamburgo / MOcean-OTon-Verlag, Pforzheim 2007, ISBN 978-3-86735-211-6.
- Alfred Andersch: Sansibar oder der letzte Grund. Leído por Hans Korte, Diogenes Hörbuch, Zúrich 2007, ISBN 978-3-257-80021-0
- Bernhard Schlink: El lector. Leído por Hans Korte, Diogenes Hörbuch, Zúrich, ISBN 3-257-80004-5
- Bernhard Schlink: Die Heimkehr. Leído por Hans Korte, Diogenes Hörbuch, Zúrich, ISBN 3-257-80016-9
- Bernhard Schlink: Das Wochenende. Leído por Hans Korte, Diogenes Hörbuch, Zúrich, ISBN 3-257-80199-8
- Bernhard Schlink: Selbs Justiz. Diogenes Verlag Zúrich, 2011, 7 CDs 488 Min., ISBN 978-3-257-80307-5
- Friedrich Dürrenmatt: La sospecha. Leído por Hans Korte, Diogenes Hörbuch, Zúrich, ISBN 978-3-257-80212-2.
- Friedrich Dürrenmatt: Das Versprechen. Leído por Hans Korte, Diogenes Hörbuch, Zúrich, ISBN 3-257-80027-4
- Friedrich Dürrenmatt: Der Richter und sein Henker. Leído por Hans Korte, Diogenes Hörbuch, Zúrich, ISBN 978-3-257-80248-1
- Patrick Süskind: El perfume. Leído por Hans Korte, Diogenes Hörbuch, Zúrich, ISBN 3-257-80037-1
- Patrick Süskind: La historia del señor Sommer. Leído por Hans Korte, Diogenes Hörbuch, Zúrich, ISBN 3-257-80017-7
- Francoise Dorner: Die letzte Liebe des Monsieur Armand. Leído por Hans Korte, Diogenes Hörbuch, Zúrich, ISBN 978-3-257-80182-8
- Joseph Roth: Hotel Savoy. Leído por Hans Korte, Diogenes Hörbuch, Zúrich, ISBN 978-3-257-80196-5.
- Antonio Tabucchi: Sostiene Pereira. Leído por Hans Korte, Der Hörverlag, ISBN 978-3-86717-102-1
- George Orwell: Rebelión en la granja. Leído por Hans Korte, Diogenes Hörbuch, Zúrich, ISBN 978-3-257-80214-6
- Antonio Skármeta: Ardiente paciencia. Leído por Hans Korte, dirección de Klaus Zippel. MDR 2001; Hörbuch Hamburgo 2009, ISBN 978-3-86952-014-8

## Premios
- 1988 : Deutscher Darstellerpreis de la Asociación de directores de cine y televisión por su papel de Himmler en Der Vater eines Mörders (ZDF), a partir de Alfred Andersch[5]
- 1994 : Premio Adolf Grimme de oro por Der große Bellheim (junto a Dieter Wedel, Heinz Schubert, Will Quadflieg y Mario Adorf)
- 2001 : Miembro honorario del Münchner Marionettentheater